# Chuck Missler

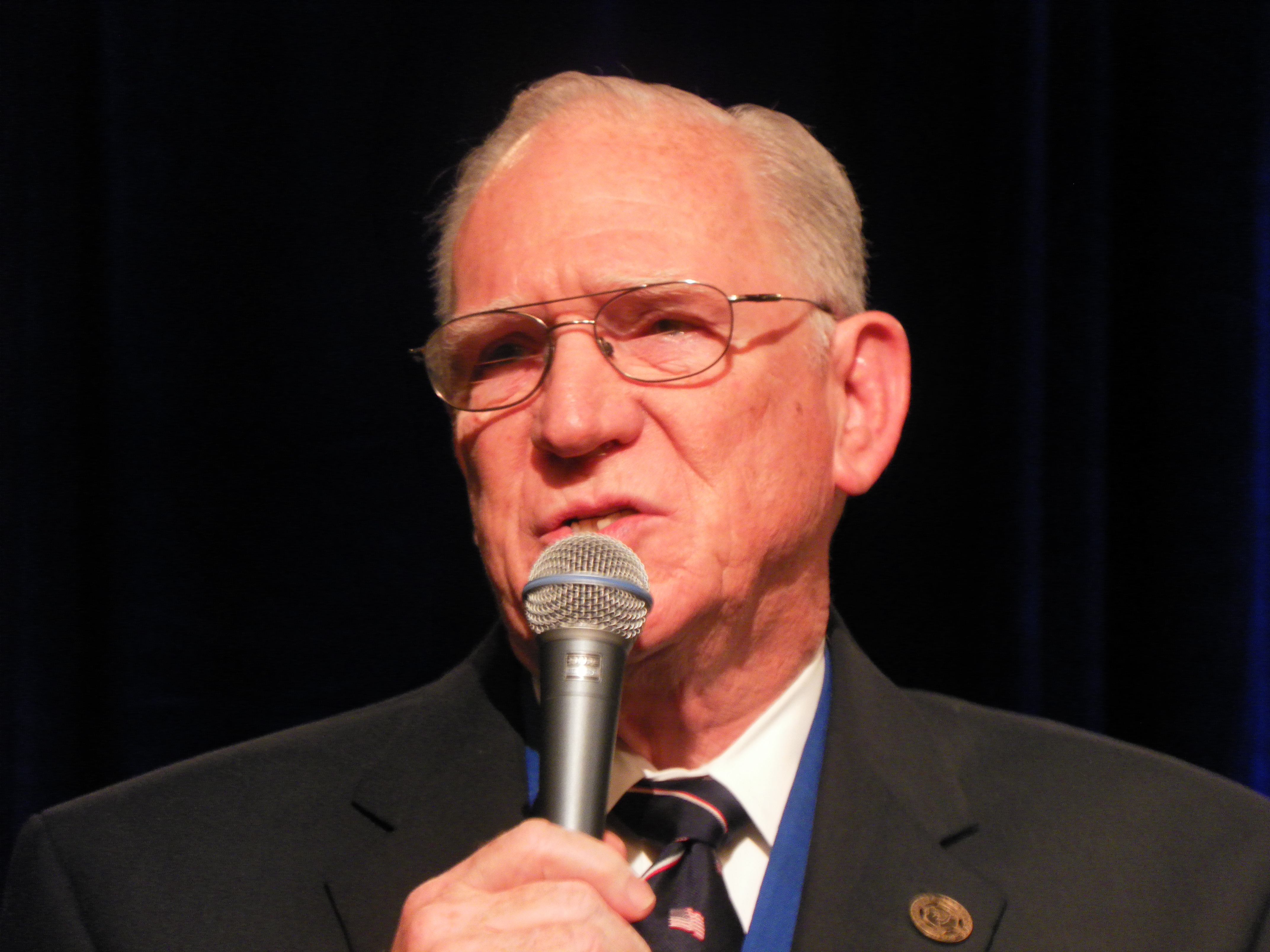

Charles W. „Chuck“ Missler (* 28. Mai 1934 in Chicago, Vereinigte Staaten; † 1. Mai 2018 in Reporoa, Neuseeland) war ein Autor, evangelikaler Christ, Bibelforscher, Ingenieur und ehemaliger Geschäftsmann. Er war der Gründer des Koinonia House in Coeur d’Alene, Idaho.

## Theologie
Missler gehörte zusammen mit Zane C. Hodges zu den Vertretern der Free Grace Theology, einer im klassischen Dispensationalismus wurzelnden, vor allem in der Auseinandersetzung mit dem Calvinismus entwickelten Konzeption der Soteriologie, die sich als konsequente Umsetzung der reformatorischen Erkenntnis von der „Rechtfertigung allein aus Glauben“ versteht und von folgenden Grundannahmen ausgeht:
1. Das ewige Leben ist ein Geschenk, für das Jesus Christus durch seinen Sühnetod am Kreuz vollständig bezahlt hat und das allein durch Glauben an ihn empfangen wird, unabhängig von Werken irgendwelcher Art. Glaube wird dabei als Zustimmung zu den Heilstatsachen verstanden; Abwendung von der Sünde, Lebensübergabe an Christus und Gehorsam gegenüber biblischen Geboten sind nicht Teil des rettenden Glaubens, sondern gehören zum Bereich der Jüngerschaft bzw. christlichen Lebensführung. Gläubige können dauerhaft in die Sünde zurückfallen und den Glauben sogar ganz aufgeben.
2. Das einmal empfangene Heil ist sicher und unverlierbar; diese Gewissheit gründet sich auf die Verheißung Jesu, nicht auf eigene Werke oder Gefühle. Damit wendet sich die Free Grace Theology sowohl gegen den Arminianismus, nach dem dauerhafte Sünde oder Abfall vom Glauben den Verlust des Heils nach sich zieht, als auch gegen den Calvinismus, nach dem alle wirklich Gläubigen bis zum Ende am Glauben festhalten (Punkt 5 der Lehrregeln von Dordrecht).
3. Alle Menschen müssen für ihre Taten Rechenschaft ablegen. Das Gericht Gottes wird für Gläubige und Ungläubige in zwei getrennten Sitzungen stattfinden und nicht mehr über Himmel und Hölle, sondern nur noch über die Höhe der Belohnung bzw. Strafe entscheiden. Zur Belohnung gehört u. a. die Teilhabe an der Regierung des Tausendjährigen Reiches. Insofern ist der Lebenswandel des Gläubigen zwar nicht heilsrelevant, aber doch höchst bedeutsam (mit diesem Argument begegnet die Free Grace Theology auch dem Vorwurf des Antinomismus).

## Bücher
- Learn the Bible in 24 Hours
- Behold a White Horse: The Coming World Leader
- Prophecy 20/20: Profiling the Future Through the Lens of Scripture
- Alien Encounters: The Secret Behind the UFO Phenomenon
- The Creator: Beyond Time & Space
- Cosmic Codes: Hidden Messages From the Edge of Eternity
- Hidden Treasures in the Biblical Text
- The Kingdom, Power, & Glory: The Overcomer’s Handbook
- Why Should I Be the First to Change?: The Key to a Loving Marriage